# Hypaeus cucullatus
Hypaeus cucullatus är en spindelart som beskrevs av Simon 1900. Hypaeus cucullatus ingår i släktet Hypaeus och familjen hoppspindlar. Inga underarter finns listade i Catalogue of Life.